# Contea di Boyd (Nebraska)
La contea di Boyd (in inglese Boyd County) è una contea dello Stato del Nebraska, negli Stati Uniti. La popolazione al censimento del 2000 era di 2 438 abitanti. Il capoluogo di contea è Butte.